# Monogramma robusta
Monogramma robusta là một loài dương xỉ trong họ Pteridaceae. Loài này được Christ C. Chr. mô tả khoa học đầu tiên năm 1906.